# 糙叶斑鸠菊
糙叶斑鸠菊（学名：Vernonia aspera）为菊科班鸠菊属的植物。分布于越南、老挝、泰国、缅甸、印度以及中国大陆的云南、广东、贵州等地，生长于海拔780米至1,400米的地区，见于开旷山坡草地及路旁，目前尚未由人工引种栽培。

## 别名
糙叶咸虾花（海南植物志） 六月雪（海南）